# Relations entre l'Azerbaïdjan et l'Ukraine
Les relations entre l'Azerbaïdjan et l'Ukraine  sont les relations bilatérales de l'Azerbaïdjan et de l'Ukraine. Après la dissolution de l'Union soviétique, l'Azerbaïdjan et l'Ukraine ont obtenu leur indépendance de l'Union soviétique et ont noué une amitié étroite avec l'établissement de relations diplomatiques en 1992. Les relations de coopération stratégique, les relations politiques, économiques et culturelles entre haut niveau. En 2001, les deux pays ont fondé l'Organisation pour la démocratie et le développement économique (GUAM), ainsi que la Géorgie et la Moldavie. L'Azerbaïdjan joue actuellement un rôle important dans l'organisation et dans la politique étrangère de l'Ukraine en raison de son rôle stratégique dans la région.  L'Azerbaïdjan a également aidé l'Ukraine à héberger le sarcophage de Tchernobyl. 
L'Ukraine est, après la Turquie, l'un des principaux partenaires militaires de l'Azerbaïdjan. Les officiers azéris sont formés dans les académies militaires ukrainiennes et l'Ukraine fournit une assistance technique variée. Les événements du mois de janvier noir, quelque 10 000 personnes ont assisté à un rassemblement à Lviv pour protester contre l'intervention militaire de Moscou en Azerbaïdjan. Environ 32 000 Ukrainiens vivent en Azerbaïdjan et plus de 45 000 Azerbaïdjanais vivent en Ukraine. La tombe de l'Ukrainien Ataman Golovati est toujours protégée par les Azerbaïdjanais et un monument à Lankaran est également dédié aux Cosaques.  Les deux pays se soutiennent mutuellement dans les organisations internationales. Les relations diplomatiques établies pour la première fois en 1919 et l’Azerbaïdjan reconnaissent les événements de Holodomor comme un génocide.

## Relations économiques
En janvier-mai 2008, les échanges commerciaux entre les deux pays s'élevaient à 191,1 millions USD. Les échanges commerciaux entre les deux pays ont atteint 1 milliard 400 millions de dollars en 2010. L'Ukraine est l'un des principaux partenaires importateurs de l'Azerbaïdjan. Les principaux produits importés d'Ukraine en Azerbaïdjan sont principalement des produits de métallurgie, des produits de construction de machines, des produits agro-industriels et des produits de l'industrie chimique. Alors que les principaux produits exportés d’Azerbaïdjan vers l’Ukraine sont généralement des produits issus de l’industrie des énergies énergétiques, des produits de l’industrie chimique et des produits agro-industriels.

## Relations culturelles
Depuis 1998, l’université ukrainienne de Bakou est enseignée en ukrainien et le secteur ukrainien est ouvert par la suite. En 2001, l'institut de sciences politiques et sociales de Kiev, nommé d'après Heydar Aliyev, a été ouvert. Depuis 1978, une bibliothèque appelée Samad Vurgun est active en Ukraine. La même année, un court documentaire sur les jours de la culture ukrainienne en Azerbaïdjan a été tourné. Il porte sur les jours de l'amitié. Le monument de Taras Chevtchenko a été inauguré en Azerbaïdjan en 2008.